# 粵語流行音樂
粵語流行音樂（英語：Cantopop），又名廣東歌，是指歌詞以粵語為主的流行音樂，其中來自香港的作品為主要部分，並主導了其發展。

## 香港
粵語流行音樂於1970年代初期由《鐵塔凌雲》（許冠杰作曲及主唱、許冠文填詞）及《啼笑因緣》一曲（顧嘉煇作曲、葉紹德填詞、仙杜拉主唱）所帶動，因此被視为本地流行音樂的分水嶺；其後蓬勃發展（另有論者認為是1973年的《分飛燕》）。
粵語流行音樂深受多種曲風影響，包括爵士、搖滾、節奏藍調、電子、西方流行音樂等，並擁有跨國的樂迷基礎，特別是東南亞國家和地區（包括馬來西亞、新加坡、印度尼西亞、泰國等）。

## 中國內地

### 廣東
中華人民共和國成立後，粵語地區的音樂從粵曲發展為流行音樂的過程由香港音樂界所主導。至1970年代後期（近改革開放開始），最常接觸香港文化的廣東省成為中國內地流行音樂發展的先驅，吸引各省音樂人才聚集。此階段的創作包括國語歌及粵語歌，1978年或1979年發表的《星湖荡舟》（蔡衍棻作曲、吴国材作词、陳浩光及王莉演唱）被視為第一首中國內地創作的粵語流行曲:5-6，但此時期廣東的原創粵語歌不多，當時香港粵語樂壇進入興盛時期，廣東粵語歌手以翻唱香港歌曲為主，至1985年後當地原創粵語歌開始增多。當地演唱粵語歌的知名歌手有陳浩光、蔡妙甜、曾咏贤、李華勇、陈汝佳、王建業、朱哲琴、廖百威等，其他知名的原創流行曲則有《红叶秋风》等:6。
由於廣東一些地區能接收到來自香港的短波廣播，1980年代廣東人民廣播電台為爭取聽眾，設立節目模式與香港相仿的珠江經濟廣播電台，大量播放香港粵語流行曲。1989年該台推出音樂節目《音乐冲击波》，主力推薦廣東本地創作的粵語流行曲。:55-56
近1990年代，廣東創作日漸成熟，一些作品受到香港音樂界注意及買下版權，較具代表性的有：许建强創作曲詞、陈汝佳原唱的粵語歌《愿你把心留》:76，在香港重新編曲及修飾，並改名《晚秋》，由黃凱芹演唱；李海鷹作曲的《彎彎的月亮》，國語版本來已在內地成名，其國語版、粵語版（潘偉源填詞）在香港由呂方演唱:41,77，但有指粵語版原唱者也是廣東歌手；王文光作曲、许建强填詞、廖百威原唱的粵語歌《My Shirley》，在香港保留原名但由向雪懷重新填詞，由李克勤演唱:75。其他由廣東音樂人作曲、香港音樂人填詞的例子有譚詠麟的《還我真情》（王文光作曲）、黎明的《請你留在我身邊》（许建强作曲）、李國祥的《你是否還記得那從前》（毕晓世作曲）等:75-76。1980年代末至1990年代曾往香港發展的廣東歌手則有李達成:54、王佩:77-78、麦子杰:76等。
進入21世紀，粵語歌曲影響力漸減，廣東地區也有重視粵語文化保育的音樂人，如歌手東山少爺、創作人黃毅成、三本目、陈辉权:228-230、樂隊City Groove等。發行粵語歌的本地歌手有林颐:244-245、施文斌:226-227、阿细、刘莉旻、郑建鹏、王闻、张曼莉、宋嘉其、林琳、钟明秋、姚斯婷、黄艺明、陈一畅、馮博、邓佳欣、叶枫华（饒舌歌手）、邓志舜、刘惜君、何璟昕、伍珂玥、俅其等。長期或曾到香港發展的歌手則有張敬軒、樂隊与非门:224-225、海鳴威、陳志嘉、彭遠揚（天廷）、陳蕾、李悅君等，創作歌手胡芳芳也曾多次為香港歌手創作。亦有組合拾音社被視為2010年代香港的MK Pop代表人物。
2022年女歌手阿梨粤原唱的《晚風心裡吹》在網絡上受到較廣泛注意，多次在音樂節目中被翻唱。
2024年南方報業、廣東省文聯等組織舉辦「嶺南新民謠·粵語季」活動，鼓勵粵語歌創作，該活動採納1974年香港歌曲《啼笑因緣》為粵語流行音樂分水嶺一說，將2024年定為粵語歌（興起）50週年。

### 其他
近2020年代，中國內地興起香港音樂懷舊潮流，不少母語並非粵語的聽眾及歌手對粵語歌產生興趣，並出現包含粵語歌詞的新創作。2019年，生於東北的饒舌歌手宝石Gem以一曲《野狼disco》風靡全國，此歌包含了數句發音不標準、不合粵詞協音規律的粵語歌詞，且風格頗為土味，雖然因此讓不了解創作背景的粵語地區人士感到不滿或不屑，但此歌其實是反映了1980年代至2000年代初香港流行音樂及香港電影對70至80後東北人的深刻影響。2020年，《處處吻》等香港舊粵語歌在內地網絡平台受到追捧，後來內地非粵語區的音樂界也開始創作包含大篇幅粵語或全粵語歌詞的歌曲，較知名的有同是東北人王赫野原唱的《大風吹》等。這些曲目受到内地非廣東人的歡迎，但粤语发音的声调与音乐旋律匹配程度不佳、原唱歌手粵語發音不準、且令粵語人士感到别扭，被批評者稱為「塑料粵語歌」、「類粵語歌」。

## 澳門
粵語人口佔大多數的澳門亦有本地流行音樂創作及歌手，粵語歌的比例自然不少。歌手黃偉麟在1995年推出的粵語唱片《孤單的諷刺》，常被視為澳門首張本土原創流行音樂唱片:139（一說名為《黃偉麟》）。澳門音樂製作人何嘉偉亦約在1994年開始為本地市場創作歌曲，1995年他發行了首張原創雜錦專輯《高溫音樂力量》:150-153；他在2000年代曾認為澳門人口太少，且受香港及台灣影響太深，難以形成自己的特色。同期另一創作人雲超則指出澳門涉足音樂界的人口比例太少:145，另一創作人啟航則指出早年澳門觀眾嫌棄本地歌手的情況:149。何嘉偉後又把澳門流行音樂發展劃分為幾個時期：1995年前的是仿效香港，1995年至2005年間開始重視本地流行曲創作，2005年至2015年間在創作和製作方面開始精進。學術界缺乏對澳門流行音樂的研究。
進入21世紀，澳門廣播電視股份有限公司每年舉辦《澳廣視至愛新聽力頒獎音樂會》推廣本地創作:149。音樂節目如《熱鬧樂壇》、《唱好舞台》推動本地流行音樂發展，後者亦促進了本地音樂人與其他地區音樂人的交流，比賽類節目如《闖關》、《金曲王》、《SING擂台》有助發掘本地人才。2010年代澳門文化局展開「原創歌曲專輯製作補助計劃」扶助本地創作。
澳門流行音樂界人物見相關分類：Category:澳門歌手、Category:澳門作曲家、Category:澳門作詞家。由於當地市場狹小，不少創作人及歌手往香港等地發展:136,149-150，如陳輝陽:142、李峻一:142、吳國恩、雲超:142-145、恭碩良:142、杜俊瑋:142、樂隊Soler:142、小肥、陳慧敏、小瑜、古淖文、倪力:158-159、彭永琛、劉蘊晴等。

## 台灣
台灣歌手到香港發展時推出粵語歌，頗為常見。包含粵語歌詞的台灣本土原創歌曲則屬罕見，例子有謝金燕的《嗶嗶嗶》，此歌包含粵語、國語、台語、少量英語，其中粵語比重很高，但轉調情況嚴重，發音並不標準。父輩來自廣東的楊丞琳曾與香港歌手推出粵語合唱歌，亦多次翻唱粵語歌，她2019年發行的專輯《刪·拾 以後》中有一首粵語歌《我不認識你》，出自香港創作人之手。

## 新加坡、馬來西亞
在早期香港粵語歌的發展過程中，新加坡（星加坡，星）、馬來西亞（馬）華人為重要市場，1950年代不僅香港音樂人開始具規模地創作粵語流行曲（一些學說劃分為粵語時代曲），同期星馬華人亦有嘗試創作，如早期香港粵語歌代表性歌手鄭君綿的名作《賭仔自嘆》，實是在1950年代由一位馬來西亞華人填詞及原唱，香港粵語音樂研究者黃志華指出當時有不少東南亞華僑歌手，東南亞製作粵語唱片比香港更早，但缺乏原創歌曲（或寄調改詞），他更考證鄭君綿早期的唱片其實也是在東南亞錄製。後來該地區較具代表性的粵語創作歌手有上官流雲（代表作有寄調英語歌的《行快啲啦》、《一心想玉人》）:4-5、鄭錦昌（代表作《唐山大兄》、寄調臺語歌的《十一哥》等）:319-324。
然而，新加坡在1979年起推行打壓方言的「講華語運動」，提倡華裔國民使用華語（現代標準漢語，下稱國語），該國媒體禁播粵語等方言音樂，打擊了當地粵語流行音樂的發展。新加坡學者廖繼權（Liew Kai Khiun）曾在2000年代初總結粵語流行音樂在該政策下的流傳情況，並認為粵語流行音樂有效地對該政策構成挑戰，其觀點綜合如下：在1970年代後期來自香港的粵語電視劇及其劇集歌曲，曾有很大影響力，隨著「講華語運動」展開，香港劇集播映時需以國語配音，粵語的劇歌被刪走或換上國語歌，後來更停止播映香港劇集，粵語音樂節目亦被取消。然而，1980年代亦正值香港粵語流行音樂蓬勃發展的時期，眾多歌星崛起，他們的影響力仍滲透到新加坡民間。原因是新加坡政府認為粵語社群中老一輩人士仍雖依賴粵語，相信通過掌控廣播媒體，年青一輩終會放棄方言，未有從各方面強硬打壓粵語音樂（例如民間的粵劇推廣活動仍被容許），但政府忽視了香港粵語流行音樂對年青人的吸引力，而錄影帶等新興媒體亦有助突破廣播媒體上的封鎖。1980年代末至1990年代初湧現了以粵語歌為招徠的夜總會、卡拉OK店、的士高舞廳，如Canto及97'（亦播放與英語及國語歌的混音歌曲）。在官方政策下，英語及國語漸逐成為華裔兒童的主流語言，但官方對方言的態度轉趨溫和，粵語流行音樂仍有一席之地。1990年代，在新加坡長期執政的人民行动党曾在選舉中失利，華裔工人階層被熟悉方言的反對派政客所吸引，被視為原因之一。「講華語運動」雖仍持續，但官方態度已轉為不提倡也不打壓方言。在電視市場，繼老一輩所需求的方言新聞節目，年青一輩所需求的粵語音樂節目亦隨之出現，有線電視網絡亦能播放香港的粵語電視節目。後來曾有掌管藝術的部長建議有志在華人市場發展的當地歌手「throw in dialect, and reach out to China’s provinces」（投入到方言範疇，走進中國各省）。香港與臺灣是新加坡華裔音樂人選擇發展的兩大市場，進入香港市場的音樂人自然涉足粵語歌（見下）。同時，90年代香港歌手亦因種種因素積極拓展國語市場，能以國語溝通、國粵語歌兼備的歌手增多（廖繼權視之為融合成東亞流行音樂），另一方面直到2000年代初仍有約36%原籍廣東的人口保留在家講粵語的習慣，操粵語的移民人口亦有一定數量，這些因素都有利於粵語流行音樂在新加坡的存續。
據廖繼權，1990年代來自香港的粵語音樂專輯在新加坡曾獲得高銷量，且與國語專輯同步增長，自1997年香港音樂專輯銷量不論在香港及東亞市場均顯著下滑:223-226。有記載指出，香港具標誌性的粵語Hip-hop樂隊大懶堂，其2000年的同名專輯雖因粗口歌詞被星馬兩地政府禁制，但仍受到當地年輕人及街頭文化圈子所歡迎，曾通過地下渠道銷售約七萬張。2000年代中期，香港資深音樂製作人吳雨曾在一個研討會中講述粵語音樂市場狹窄的困境，他斷言「星加坡不讓聽廣東歌」、「星加坡全部是國語的」、「東南亞市場死了」。
星馬地區的流行歌手發展香港市場時仍會推出粵語歌，1990年代後新加坡的例子有許美靜（代表作《明知故犯》、《傾城》）、陳潔儀（粵語音樂劇《雪狼湖》、粵語專輯《揭曉》等、合唱歌《來夜方長》）等，那一代歌手均在「講華語運動」政策下成長，其中陳潔儀來自致力保存粵語文化的家庭，她成名後母親亦只會對她發行粵語專輯感到高興:228。1990年代後馬來西亞的例子有陳慶祥（《各位男人辛苦曬》）、曹格（《海邊的卡夫卡》、《左右無緣》）等。而馬來西亞本地的粵語歌創作仍然存在，推出原創粵語歌的歌手包括溫力銘等。
擅長以不同語言寫歌的馬來西亞創作歌手黄明志發表了一系列以「亞洲」為題的專輯，其中2018年收錄於《亞洲通牒》的粵語歌《唱廣東歌》是代表香港的作品，歌詞由大量香港粵語流行曲歌名串連而成，並訴說了香港粵語流行曲全盛時期對馬來西亞華人的影響。

## 非華人群體
1980年代後期，主要由白人組成的香港樂隊Citybeat，曾推出《城巿節拍》、《土佬Johnny》等粵語歌。2020年代，定居香港超過二十年的多明尼加裔音樂人Chris Polanco（漢名：陳杰）也曾推出自己的粵語歌《說不出的對不起》、《我哋一齊唱好無》（作曲、演唱）。
並非長居於香港的非華裔人士，也曾有過一些粵語創作：
- 2018年至2021年間，網絡平台上有一個名為The Gwai Lou Show（鬼佬騷）的團體，由曾於香港生活的美國白人組成，他們創作了一些粵語饒舌歌曲並拍攝音樂影片，表達對香港的熱愛，如《What Up HK》[50][51]、《獅子山上》。
- 2021年，一名到香港發展的南非女歌手Eli Zaelo，創作了一首粵語歌《改變》。[52][53]

## 備註
1. ↑  眾人隸屬團體為广东音乐曲艺团前身，名稱有多種說法，如广东民间音乐团、广东民间曲艺团等。
2. 1 2  因香港是移民城市，此舉例一般收錄到香港發展前，已曾在出生地區開展流行音樂事業的音樂人，以避免移民人口中不勝枚舉的尋常之例。特例有廣州出生的陳蕾，她從未在中國內地出道，但長年以工作簽證形式在香港發展音樂事業（即仍有廣州的戶籍）[9]。
3. ↑  1988年於亞洲電視主辦的第三屆《未來偶像爭霸戰》奪得「未來偶像大獎」（即冠軍）。
4. ↑  以演唱國語歌為主，亦有粵語作品。
5. ↑  電台DJ出身，其演唱的《墨尔本的翡翠》是2000年代廣東原創粵語歌的代表作。